# اندیس آنومالی خاکی بک
آنومالی خاکی بک یک اندیس فلزی است که در حوالی شهر چاپان استان کردستان قرار دارد و مادهٔ معدنی موجود در آن، طلا است.سنگ میزبان این اندیس کنگلومرای ماسه‌ای جوان، مارن سیلتی، آندزیت و پیروکسن آندزیت است  